# Мисриханов, Мисрихан Шапиевич
Мисрихан Шапиевич Мисриханов  (род. 1951) — доктор технических наук, профессор Ивановского государственного энергетического университета, Московского энергетического института (МЭИ). Академик РАЕН, заслуженный энергетик РФ. Мастер спорта СССР по самбо.

## Биография
Мисрихан Шапиевич Мисриханов родился 2 марта 1951 года в селе Кубачи Дахадаевского района Дагестана в многодетной семье из восьми детей.
В 1974 году окончил Московский энергетический институт по специальности «Инженер-гидроэнергетик-электромеханик». Второе высшее образование получил на инженерном потоке факультета вычислительной математики и кибернетики МГУ им. Ломоносова. После окончания учёбы работал в Казахском научно-исследовательском институте энергетики города Алма-Аты на должностях: младший научный сотрудник, инженер и главный инженер. В мае 1977 года перешёл на работу в районное энергетическое управление «Башкирэнерго».
В юности занимался борьбой самбо, получил звание Мастера спорта СССР по борьбе самбо. Был призван офицером в армию, в 1979 году принимал участие в штурме дворца Тадж-Бек — резиденции бывшего президента Афганистана Хафизуллы Амина (операция «Шторм-333»), получил ранения. В 1999 году, в составе групп ополченцев Дагестана воевал против боевиков Басаева и Хаттаба. После Второй Чеченской войны, будучи главным инженером Южэнерго занимался восстановлением энергетики Чеченской Республики.
После демобилизации, с 1979 по 1984 год работал в Дагестане, в РЭУ «Дагэнерго» на должностях: старший диспетчер, начальник Центральной диспетчерской службы. В 1984 году стал начальником строительства Миатлинской и Ирганайской ГЭС в Дагестане. В 1987 году был директором Северо Кавказской Чиркейской ГЭС. С 1997 года работал Первым заместителем Объединённого диспетчерского управления энергосистемами Северного Кавказа, С 1998 года работал в г. Пятигорске зам. Генерального директора — главного инженера представительства «Южэнерго» РАО «ЕЭС России».
С августе 2000 года — Генеральный директор Магистральных электрических сетей Центра филиала РАО «ЕЭС России». С 2010 года — заместитель, потом — советник Председателя Правления ОАО «ФСК ЕЭС».
С 2003 года работал на кафедре «Автоматическое управление электроэнергетическими системами» (АУЭС) Ивановского государственного энергетического университета. В 2010 году защитил докторскую диссертацию «Основы теории инвариантного управления и её применение для создания технических систем» в Институте проблем управления РАН. Доктор технических наук, получил ученое звание профессора Ивановского государственного энергетического университета.
Является членом редакционной коллегии научно-технического отраслевого издания для специалистов электроэнергетического комплекса «ЭЛЕКТРОЭНЕРГИЯ. Передача и распределение».
Под руководством Мисриханова М. Ш. было подготовлено и защищено пять докторских и три кандидатских диссертаций по специальности «Электрические станции и электроэнергетические системы».
Мисриханов М. Ш. имеет 50 изобретений и патентов, является автором около 400 научных работ в области цифровой релейной защиты и автоматики, гидроэнергетики, электроэнергетических систем, интеллектуальных сетей.
Являлся заведующим кафедры гидроэнергетики и возобновляемых источников энергии Московского энергетического института (2009—2011), одновременно преподает в Ивановском энергетическом институте
Занимается благотворительной деятельностью. В 2006 году М. Ш. Мисриханов вложил деньги в сооружение памятника русской учительнице на берегу Каспийского моря в Махачкале. В родном селе Кубачи занимается строительством мечети, ремонтом школы и больницы, благоустройством кладбища.

## Награды и звания
- Заслуженный энергетик РФ (2007).
- Мастер спорта СССР по борьбе самбо.
- Премия «За выдающиеся заслуги в области информатизации мирового сообщества».
- Заслуженный энергетик Республики Дагестан (1994).

## Семья
Женат, имеет двух детей, семеро внуков. Жена и сын окончили МЭИ.

## Труды
- Редукция матрицы Розенброка при анализе инвариантных нулей линейной MIMO-системы. Автоматика и телемеханика, 2008, № 10, 31-47[5].
- Ленточные критерии и рекурсивные тесты полной управляемости и наблюдаемости линейных алгебро-дифференциальных систем. Автоматика и телемеханика, 2008, № 9, 44-61.
- Матричная сигнум-функция в задачах анализа и синтеза линейных систем. Автоматика и телемеханика, 2008, № 2, 26-51.
- Ленточная формула решения задачи А. Н. Крылова. Автоматика и телемеханика, 2007, № 12, 53-69.
- Misrikhanov M.Sh., Ryabchenko V.N. Vestnik IGEU — in Russ. (Bulletin of Ivanovo State Energy University), 2001, iss. 1. pp. 143—170.
- Misrikhanov M.Sh. Invariantnoye upravleniye mnogomernymi sistemami. Algebraicheskii podkhod (Invariant control of multidimensional systems. The Algebraic Approach). Moscow, Publ. «Nauka», 2007, 398 p.
- Misrikhanov M.Sh., Sharov Yu.V. Vestnik IGEU — in Russ. (Bulletin ofIvanovo State Energy University), 2004, iss. 4, pp. 21-26.
- Misrikhanov M.Sh., Sharov Yu.V. Vestnik MEI — in Russ. (Bulletin of Moscow Power Engineering Institute), 2009, No. 5, pp. 42-48.